# Acianthera henrici
Acianthera henrici é  uma espécie de orquídea (Orchidaceae) que existe no Equador, antigamente subordinada ao gênero Pleurothallis.

## Publicação e sinônimos
- Acianthera henrici (Schltr.) Luer, Monogr. Syst. Bot. Missouri Bot. Gard. 95: 253 (2004).

Sinônimos homotípicos:
- Pleurothallis henrici Schltr., Repert. Spec. Nov. Regni Veg. Beih. 8: 58 (1921).